# Rijksgraafschap Schleiden
Schleiden was een tot de Nederrijns-Westfaalse Kreits behorend rijksgraafschap binnen het Heilige Roomse Rijk.
De burcht Schleiden van de heren van Blankenheim wordt tussen 1121 en 1198 voor het eerst vermeld. De bewoners noemden zich na 1140 heer van Schleiden. In het midden van de dertiende eeuw verwierven zij de heerlijkheid Jünkerrath en in 1271 erkenden zij de graaf van Luxemburg als leenheer.
Van 1435 tot 1450 is Schleiden in bezit van graaf Hendrik van Nassau-Dietz. In 1450 vererfde Schleiden door het huwelijk van Elisabeth van Blankenheim-Schleiden met Dirk III van Manderscheid (gest. 1498) aan de heren van Manderscheid.
Bij de deling van de bezittingen van Manderscheid in 1498 ontstond er een tak Manderscheid-Schleiden. Door huwelijken werden in 1487 de heerlijkheden Kronenburg en Neuerburg verworven en in 1525 de heerlijkheid Kerpen (Rheinland-Pfalz). Verder werd via een erfenis het graafschap Virneburg verworven. Aan het eind van de zestiende eeuw werd de reformatie ingevoerd.
In 1593 stierf de tak Manderscheid-Schleiden met Dirk VI uit. Op grond van het huwelijk van Catharina, de zuster van graaf Dirk VI met graaf Philips van der Marck (gest. 1613) werden Schleiden en Saffenberg bezet door troepen van Philips. De erfgenaam graaf Johan Gerhard van Manderscheid-Gerolstein werd in een gevecht verslagen, waarna de familie Manderscheid in 1611 berustte in het verlies van de graafschappen Schleiden en Saffenburg.
De katholieke familie van der Marck rekatholiseerde het graafschap. In 1602 werd Schleiden tot rijksgraafschap verheven met een zetel in de Nederrijns-Westfaalse Kreits. Het graafschap Schleiden was eerst een leen van het hertogdom Gulik maar in 1610 werd de leenheerschappij van Luxemburg erkend.
Tijdens de Dertigjarige Oorlog werd de burcht ingenomen door een Luxemburgs-Spaans garnizoen, zodat Schleiden uiteindelijk helemaal bij het hertogdom Luxemburg en dus bij de Zuidelijke Nederlanden kwam.
Van 1682 tot 1697 was het graafschap geannexeerd door Frankrijk. Van 1697 tot 1701 was de graaf wegens zijn pro-Franse houding door de keizer van zijn graafschap ontheven. Graaf Hugo Frans van Königsegg-Rothenfels werd toen beleend met het graafschap.
De familie van de Marck stierf in 1773 met Lodewijk Engelbert in mannelijke lijn uit. Door het huwelijk van Louise Margarethe, zijn dochter, met hertog Karel van Arenberg (gest. 1778), kwam Schleiden uiteindelijk aan die familie.
In 1795 werd de stad Schleiden de hoofdplaats van een kanton in het departement van de Ourte. Deze annexatie door Frankrijk wordt erkend in de Vrede van Lunéville van 1801. Het Congres van Wenen wijst het in 1815 met het hele oostelijke deel van het departement (kantons Eupen, Malmedy, Sankt Vith, Kronenburg en Schleiden) aan Pruisen toe.

## Regenten
| regering  | naam                     | geboren    | overleden | familie                    |
| --------- | ------------------------ | ---------- | --------- | -------------------------- |
| -1654     | Ernst                    | 22-2-1590  | 17-2-1654 | zoon                       |
| 1654-1674 | Johan Frederik           | 9-1617     | 29-8-1674 | zoon                       |
| 1674-1680 | Frans Anton              | 1640       | 21-6-1680 | halfbroer (niet van stand) |
| 1682-1697 | Franse annexatie         |            |           |                            |
| 1697-1701 | keizerlijk bestuur       |            |           |                            |
| 1701-1750 | Lodewijk Peter Engelbert | 3-7-1674   | 4-11-1750 | zoon                       |
| 1751-1773 | Lodewijk Engelbert       | 21-12-1701 | 6-10-1773 | zoon                       |
| 1773-1794 | Louise Margaretha        | 18-8-1730  | 18-8-1820 | dochter                    |
|           | Karel van Arenberg       | 31-7-1721  | 17-8-1778 |                            |